# Kárpátaljai Labdarúgó-szövetség

Kárpátaljai Labdarúgó-szövetség

A Kárpátaljai Labdarúgó-szövetség (oroszul: Закарпатская областная федерация футбола, magyar átírásban: Zakarpatszkaja oblasztnaja federacija futbola, ukránul: Федерація футболу Закарпаття, magyar átírásban: Federacija futbolu Zakarpattya) a kárpátaljai labdarúgás irányító szervezete. Szervezi a megyei bajnokságot, a labdarúgó-kupát és a -szuperkupát, illetve a megyei labdarúgó-válogatott férfi és női csapatait is felügyeli. 1997 óta az Ukrán labdarúgó-szövetség kollektív tagja.

## Korábbi nevek
- 1901. augusztus 15–1921. március 27: Kárpátaljai Labdarúgó-szövetség[1]
- 1922. augusztus 28-1939. március 14: Csehszlovákiai Magyar Labdarúgó-szövetség Ruszinszkói Kerülete
- 1939. március 15-1944. október 23: Kárpátaljai Labdarúgó-szövetség
- 1944. október 24–1944. november 25: Csehszlovákiai Magyar Labdarúgó-szövetség Ruszinszkói Kerülete
- 1944. november 26–1945. június 28.: Ruszinföld Labdarúgó-szövetsége
- / 1945. június 29–: Kárpátaljai Labdarúgó-szövetség

1945 óta jelenlegi nevén szerepel.

## Elnökök
- Iván Bacsinszkij (1945–19??)
- Petro Krajnyanica (1955-19??)
- Tóth Dezső (197?-197?)
- Mihalina Mihály (1977–1983, 1991–1995)
- Havasi András (1995–2005)
- Mihajlo Lanyo (2006–2015)
- Iván Durán (2015–

## Külső hivatkozások
- Hivatalos honlap (ukránul)
- Információ a Kárpátaljai Labdarúgó-szövetségről az Ukrán Labdarúgó-szövetség honlapján Archiválva 2014. június 7-i dátummal a Wayback Machine-ben (ukránul)

## Fordítás
- Ez a szócikk részben vagy egészben  a(z)   Закарпатская областная федерация футбола című orosz Wikipédia-szócikk fordításán alapul.  Az eredeti cikk szerkesztőit annak laptörténete sorolja fel. Ez a jelzés csupán a megfogalmazás eredetét és a szerzői jogokat jelzi, nem szolgál a cikkben szereplő információk forrásmegjelöléseként.